# Santa Bárbara (Caçapava do Sul)
Santa Bárbara é um distrito do município de Caçapava do Sul, no Rio Grande do Sul . O distrito possui  cerca de 700 habitantes e está situado na região norte do município .